# 염분비 일정의 법칙
평균적으로 바닷물 1kg에는 염분이 35g 들어있으나, 전 세계의 모든 바다는 염분의 양이 다르다. 하지만 용해되어 있는 염류 사이의 비율은 일정한데, 이를 염분비 일정의 법칙이라고 한다. 이때, 세계 여러 바다에서 염분비가 일정하게 유지되는 이유는 해수가 상당히 오랜 시간에 걸쳐 순환하며 잘 섞였기 때문이다.

## 역사
1884년 스코틀랜드의 화학자 윌리엄 디트마르(William Dittmar)는 1873년부터 1876년까지의 챌린저 탐사 도중 얻은 전 세계 77개 해역의 염분비 자료를 조사하여 이들의 염분비가 일정하다는 사실을 알아냈다. 이는 바닷물의 주된 구성 성분에 대한 최초의 분석이라고 생각된다.

## 염분비
바다의 평균적인 염분비는 다음과 같다.
|                       | 해수 1kg 중의 염류 (g/kg) | 전체 염류에 대한 성분비 (%) |
| --------------------- | ------------------------- | --------------------------- |
| 염화 나트륨 (NaCl)    | 27.2                      | 77.7                        |
| 염화 마그네슘 (MgCl2) | 3.8                       | 10.9                        |
| 황산 마그네슘 (MgSO4) | 1.7                       | 4.8                         |
| 황산 칼슘 (CaSO4)     | 1.3                       | 3.7                         |
| 황산 칼륨 (K2SO4)     | 0.9                       | 2.6                         |
| 기타                  | 0.1                       | 0.3                         |

이때 여섯 가지 주된 이온의 비는 다음과 같다.
|                 | 해수 1kg 중의 이온 (g/kg) | 전체 이온에 대한 성분비 (무게 기준, %) |
| --------------- | ------------------------- | -------------------------------------- |
| 염소 (Cl-)      | 19.35                     | 55.07                                  |
| 나트륨 (Na+)    | 10.76                     | 30.6                                   |
| 황산 (SO42-)    | 2.71                      | 7.72                                   |
| 마그네슘 (Mg2+) | 1.29                      | 3.68                                   |
| 칼슘 (Ca2+)     | 0.41                      | 1.17                                   |
| 칼륨 (K+)       | 0.1                       | 0.3                                    |

## 의의
염분비 일정의 법칙에 따라, 바닷물의 주요 성분 중 하나의 농도만을 측정해도 모든 염분의 양을 알 수 있다. 가령 염소를 기준으로 했을 때, 해양학자 마르틴 크누센(Martin Knudsen)은 1889년 다음과 같은 경험적인 식을 제시했다. S는 전체 염분의 비율을, Cl은 염소의 비율을 뜻한다. 단위는 모두 퍼밀(‰)이다.
{\displaystyle \mathrm {S=0.030+1.805Cl} }
이 공식은 1962년 Joint Panel for Oceanographic Tables and Standards(JPOTS)에서 크누센의 식에 새로운 비례상수를 붙여 사용하며 약간 수정되었다. 간단하게 말하면 염분의 총량은 염소의 약 1.8배이다. 그러나 이 식은 발트해 같은 바다나, 강과 바다가 만나는 하구 같이 염분이 아주 낮은 해수에서는 잘 맞지 않는 경향이 있다.
{\displaystyle \mathrm {S=1.80655Cl} }